# ميخائيل كويل
ميخائيل كويل (بالإنجليزية: Michael Coyle)‏ هو سياسي بريطاني، ولد في 5 أغسطس 1948 في المملكة المتحدة. حزبياً، نشط في الحزب الاشتراكي العمالي. وقد انتخب عضو الجمعية التشريعية الأولى لأيرلندا الشمالية عن دائرة East Londonderry (Assembly constituency) ‏ وقد انضم خلال فترته النيابية ‏ (1 سبتمبر 2002 – 28 أبريل 2003) للكتلة البرلمانية الحزب الاشتراكي العمالي.